# Stenotarsus globosus
Stenotarsus globosus es una especie de coleóptero de la familia Endomychidae.

## Distribución geográfica
Habita en Guatemala y México.